# Gouvernement Leterme II
Pour les articles homonymes, voir Gouvernement Leterme.
Royaume de Belgique
Van Rompuy Di Rupo
Le gouvernement Leterme II est le gouvernement fédéral du royaume de Belgique entre le 25 novembre 2009 et le 6 décembre 2011, durant la 52e et la 53e législatures de la Chambre des représentants.
Dirigé par le chrétien-démocrate néerlandophone Yves Leterme, déjà brièvement au pouvoir en 2008, il succède au gouvernement d'Herman Van Rompuy, nommé président du Conseil européen. Il rassemble une « coalition arménienne » entre les chrétiens-démocrates et les libéraux néerlandophones et francophones, et les socialistes francophones, soit une majorité de 94 représentants sur 150. Il chute au bout de cinq mois, victime de désaccords sur l'évolution institutionnelle du pays. Devenu un gouvernement d'affaires courantes, il reste en fonction pendant un an et sept mois, jusqu'à ce que le socialiste francophone Elio Di Rupo mette sur pied un nouvel exécutif fédéral.

## Historique du mandat
Dirigé par l'ancien Premier ministre chrétien-démocrate flamand Yves Leterme, précédemment ministre des Affaires étrangères, ce gouvernement est constitué et soutenu par une coalition entre les Christen-Democratisch en Vlaams (CD&V), le Mouvement réformateur (MR), l'Open Vlaamse Liberalen en Democraten (Open VLD), le Parti socialiste (PS) et le Centre démocrate humaniste (CDH). Ensemble, ils disposent de 94 représentants sur 150, soit 62,7 % des sièges de la Chambre des représentants.
Il est formé à la suite de la démission du Premier ministre chrétien-démocrate flamand Herman Van Rompuy, au pouvoir depuis décembre 2008.
Le 19 novembre 2009, le Conseil européen désigne Van Rompuy comme son futur et premier président permanent. Il remet cinq jours plus tard sa démission au roi Albert II et ce dernier le remplace alors par Yves Leterme, déjà à la tête du gouvernement pendant neuf mois au cours de l'année 2008 et contraint à la démission par le scandale du Fortisgate.
Assermenté le lendemain du départ de son prédécesseur, Leterme confirme la « coalition arménienne » entre chrétiens-démocrates, libéraux et socialistes. À l'exception de Steven Vanackere, devenu nouveau chef de la diplomatie, et Inge Vervotte, qui remplace ce dernier comme ministre de la Fonction publique, tous les ministres sortants sont reconduits dans leurs fonctions. Pour déminer les questions liées à la réforme institutionnelle, le cabinet est épaulé par l'ancien Premier ministre Jean-Luc Dehaene.
Après que les désaccords insurmontables ont conduit, le 22 avril 2010, au départ du parti libéral Open VLD de la majorité parlementaire, le chef de l'exécutif remet pour la seconde fois de sa vie politique sa démission au monarque, qui l'accepte. À partir du 26 avril, le gouvernement Leterme II est chargé de l'expédition des affaires courantes alors que des élections fédérales anticipées sont convoquées pour le 13 juin.
La percée de la Nieuw-Vlaamse Alliantie (NV-A), parti séparatiste flamand, complique durablement la formation d'une nouvelle coalition gouvernementale et entraîne — à l'époque — la plus longue crise politique de l'histoire européenne contemporaine. Ainsi le 10 juin 2011, le temps passé en affaires courantes dépasse celui du plein exercice des attributions exécutives.
La notion même d'« affaires courantes » a connu des interprétations extensives exigées par la nécessité de ce que le constitutionnaliste Francis Delpérée a appelé les « affaires urgentes ». Ainsi la préparation du budget fédéral pour l'année 2011 et la participation de la Belgique à l'intervention militaire de 2011 en Libye, avalisée par le Parlement, ont suscité des réactions.
Finalement le 6 décembre suivant, le socialiste francophone Elio Di Rupo parvient à bâtir une alliance lui permettant de succéder à Leterme à la tête du gouvernement fédéral belge.

## Composition
| Fonction | Titulaire | Titulaire                | Titulaire                                     | Parti    |
| --- | --------- | ------------------------ | --------------------------------------------- | -------- |
| Premier ministre (Chargé de la Coordination de la politique de migration et d'asile)                                                            |           | Yves Leterme             | Yves Leterme                                  | CD&V     |
| Vice-Premier ministre Ministre des Finances et des Réformes institutionnelles                                                                   |           | Didier Reynders          | Didier Reynders                               | MR       |
| Vice-Premier ministre Ministre des Affaires sociales et de la Santé publique (Chargée de l'Intégration sociale)                                 |           | Laurette Onkelinx        | Laurette Onkelinx                             | PS       |
| Vice-Premier ministre Ministre des Affaires étrangères et des Réformes institutionnelles                                                        |           | Steven Vanackere         | Steven Vanackere                              | CD&V     |
| Vice-Premier ministre Ministre de l'Emploi et de l'Égalité des chances (Chargée de la Politique de migration et d'asile)                        |           | Joëlle Milquet           | Joëlle Milquet                                | CDH      |
| Vice-Premier ministre Ministre du Budget |           | Guy Vanhengel            | Guy Vanhengel                                 | Open VLD |
| Ministre des Pensions et des Grandes villes |           | Michel Daerden           | Michel Daerden                                | PS       |
| Ministre de la Justice |           | Stefaan De Clerck        | Stefaan De Clerck                             | CD&V     |
| Ministre des PME, des Indépendants, de l'Agriculture et de la Politique scientifique                                                            |           | Sabine Laruelle          | Sabine Laruelle                               | MR       |
| Ministre de la Défense |           | Pieter De Crem           | Pieter De Crem                                | CD&V     |
| Ministre du Climat et de l'Énergie |           | Paul Magnette            | Paul Magnette                                 | PS       |
| Ministre de la Coopération au développement |           | Charles Michel           | Charles Michel (jusqu'au 14 février 2011)     | MR       |
| Ministre de la Coopération au développement |           | Olivier Chastel          | Olivier Chastel (à partir du 14 février 2011) | MR       |
| Ministre de la Fonction publique et des Entreprises publiques                                                                                   |           | Inge Vervotte            | Inge Vervotte                                 | CD&V     |
| Ministre pour l'Entreprise et la Simplification                                                                                                 |           | Vincent Van Quickenborne | Vincent Van Quickenborne                      | Open VLD |
| Ministre de l'Intérieur |           | Annemie Turtelboom       | Annemie Turtelboom                            | Open VLD |
| Secrétaire d'État à la Mobilité |           | Etienne Schouppe         | Etienne Schouppe                              | CD&V     |
| Secrétaire d'État à la Coordination de la lutte contre la fraude ; et adjoint au ministre de la Justice                                         |           | Carl Devlies             | Carl Devlies                                  | CD&V     |
| Secrétaire d'État à la Modernisation du service public fédéral Finances, à la Fiscalité environnementale et à la Lutte contre la fraude fiscale |           | Bernard Clerfayt         | Bernard Clerfayt                              | FDF      |
| Secrétaire d'État aux Affaires européennes |           | Olivier Chastel          | Olivier Chastel (jusqu'au 14 février 2011)    | MR       |
| Secrétaire d'État au Budget ; à la Politique de migration et d'asile ; à la Politique des familles ; et aux Institutions culturelles fédérales  |           | Melchior Wathelet        | Melchior Wathelet                             | CDH      |
| Secrétaire d'État aux Affaires sociales (Chargé des Personnes handicapées)                                                                      |           | Jean-Marc Delizée        | Jean-Marc Delizée                             | PS       |
| Secrétaire d'État à l'Intégration sociale et à la Lutte contre la pauvreté                                                                      |           | Philippe Courard         | Philippe Courard                              | PS       |
| Commissaire du gouvernement, adjoint au ministre du Budget                                                                                      |           | Guido De Padt            | Guido De Padt (jusqu'au 20 juillet 2010)      | Open VLD |